# 周山镇
周山镇，是中华人民共和国江苏省扬州市高邮市下辖的一个乡镇级行政单位。

## 行政区划
周山镇下辖以下地区：
杨庙社区、龙华村、志光村、狄奔村、万福村、吴堡村、龙胜村、长宁村和双河村。